# Labyrinthocyathus
Labyrinthocyathus är ett släkte av koralldjur. Labyrinthocyathus ingår i familjen Caryophylliidae.
Kladogram enligt Catalogue of Life:
| Labyrinthocyathus | \| \| Labyrinthocyathus delicatus \| \| \| \| \| \| Labyrinthocyathus facetus \| \| \| \| \| \| Labyrinthocyathus langae \| \| \| \| \| \| Labyrinthocyathus limatulus \| \| \| \| \| \| Labyrinthocyathus quaylei \| \| \| \| |
|                   | \| \| Labyrinthocyathus delicatus \| \| \| \| \| \| Labyrinthocyathus facetus \| \| \| \| \| \| Labyrinthocyathus langae \| \| \| \| \| \| Labyrinthocyathus limatulus \| \| \| \| \| \| Labyrinthocyathus quaylei \| \| \| \| |
|                   | Labyrinthocyathus delicatus |
|                   | |
|                   | Labyrinthocyathus facetus |
|                   | |
|                   | Labyrinthocyathus langae |
|                   | |
|                   | Labyrinthocyathus limatulus |
|                   | |
|                   | Labyrinthocyathus quaylei |
|                   | |